# Milton Graff Pedersen
Milton Graff Pedersen (19. marts 1953 - 6. september 2013) var en dansk politiker, der i perioden fra oktober 2007 til december 2012 var borgmester i Hvidovre Kommune, valgt for Socialdemokraterne. Han blev borgmester, da Britta Christensen fratrådte midt i valgperioden, og fratrådte også selv på grund af helbredsproblemer.
Pedersen blev uddannet lærer fra Frederiksberg Seminarium i 1977 og var frem til 2007 ansat ved Vejlebroskolen i Ishøj. Han har desuden været fagligt aktiv som tillidsmand, næstformand og kredsformand for Danmarks Lærerforening i årene 1994-2000.
Siden 1978 havde Milton Graff Pedersen været bosat i Hvidovre. Han blev medlem af Socialdemokraterne i 1985 og blev valgt ind i kommunalbestyrelsen i 1989. Han var fra 2001-2005 formand for kommunens kultur- og fritidsudvalg. Efter kommunalvalget i 2005 blev han viceborgmester og desuden fungerende borgmester, da Britta Christensen nedlagde sit mandat. Kommunalbestyrelsen valgte ham senere som Britta Christensens efterfølger.
I slutningen af marts 2012 valgte Milton Graff Pedersen at udtræde af den socialdemokratiske gruppe, og blev dermed løsgænger.